# 施溫姆巴赫河 (塔拉赫河支流)
49°05′02″N 11°15′00″E / 49.08385°N 11.24994°E
施溫姆巴赫河是德國的河流，位於該國東南部，由巴伐利亞負責管轄，屬於塔拉赫河的支流，河道全長5.1公里，流域面積6.7平方公里。